# زرد (فیلم ۲۰۱۲)
زرد (به انگلیسی: Yellow) یک فیلم درام آمریکایی محصول سال ۲۰۱۲ به کارگردانی نیک کاساوتیس و نویسندگی کاساوتیس و هدر والکوئیست است. در این فیلم هدر والکوئیست، رایلی کیئو، سیه‌نا میلر، دیوید مورس، ری لیوتا، ملانی گریفیث و لوسی پانچ به ایفای نقش پرداخته‌اند.
این فیلم در ۲۲ سپتامبر ۲۰۱۳ جایزه «بهترین فیلم» را در جشنواره فیلم کاتالینا دریافت کرد.

## داستان
مری هولمز (با بازی هدر والکوئیست) یک معلم مدرسه ابتدایی است که در دنیای توهم زندگی می‌کند و روزانه بیست ویکودین مصرف می‌کند. یک روز پس از دستگیری در حال رابطه جنسی با یکی از والدین از کار خود اخراج می‌شود. او لس آنجلس را ترک می‌کند و به زادگاهش اکلاهما بازمی‌گردد، و سعی می‌کند با آسیب‌های خانوادگی متعدد، از جمله رابطه زنا با محارم در گذشته با برادر ناتنی‌اش کنار بیاید.

## انتشار
این فیلم برای اولین بار در جشنواره بین‌المللی فیلم تورنتو در ۸ سپتامبر ۲۰۱۲ به نمایش درآمد. و در ۲۹ اوت ۲۰۱۴ توسط شرکت سازنده‌اش در ایالات متحده اکران شد.